# Nagari Binjai
Nagari Binjai is een bestuurslaag in het regentschap Pasaman van de provincie West-Sumatra, Indonesië. Nagari Binjai telt 5160 inwoners (volkstelling 2010).